# Рачинский, Сергей Анатольевич
Сергей Анатольевич Рачинский (род. 13 сентября 1970 года в ГДР, СССР) — российский гиревик, заслуженный мастер спорта России по гиревому спорту, заслуженный тренер России по гиревому спорту, 12-кратный чемпион России и девятикратный чемпион мира по гиревому спорту, семикратный рекордсмен книги рекордов Гиннесса.

## Биография
Сергей Рачинский родился 13 сентября 1970 года в Потсдам ГДР
. Во время обучения в Новосибирском высшем военном командном училище серьезно увлекся гиревым спортом.В 1989 году Рачинский начал тренировки под руководством своего первого тренера Беспрозванных, который являлся наставником кафедры физического развития. После окончания учебного заведения в 1993 году, Рачинский не оставил любимый вид спорта и упорно продолжал тренироваться, выступая на различных соревнованиях за Санкт-Петербург. В этот промежуток карьеры он тренируется под началом Кириллова и Чмыхало вплодь до 2009 года.
Неоднократно становился чемпионом России и мира по гиревому спорту. До 2010 года установил пять рекордов, зафиксированных в книге рекордов Гиннесса.
1 июня 2013 года, в день 46-летия своей альма-матер, Рачинский установил два дополнительных рекорда, зафиксированных в книге рекордов Гиннесса. За час Рачинский выполнил рывок 16-килограммовой гири 1557 раз. Также за час российский атлет толкнул две пудовые гири 931 раз, побив предыдущий зафиксированный в книге рекорд на 131 подъём. Последний рекорд по состоянию на январь 2014 года оставался непревзойденным.
На данный момент является президентом Всемирной Ассоциации Клубов Гиревого Спорта (WAKSC) альтернативной федерации которая ориентирована на клубный и любительский гиревой спорт. А так же вице-президентом Российского Союза Гиревого спорта (РСГС), альтернативной федерации которая направлена в первую очередь на развитие любительского гиревого спорта.  

### Семья
Рачинский живёт в Санкт-Петербурге c женой — Елизаветой и сыновьями —  Иваном, Егором и Владиславом. Является директором клуба «Еврофитнесс» и соучредителем Российской академии гиревого спорта.

## Достижения

### Занесённые в книгу рекордов Гиннесса
- Толчок гири 24 кг 12 часов без перерыва — 5555 подъемов[7]
- Приседание со штангой 100 кг — 180 раз[6]
- Приседание со штангой 100 кг — 212 раз[6]
- Толчок гири по длинному циклу 24 кг за 1 час — 915 подъемов
- Приседание со штангой 80 кг за 1 час — 520 раз
- Толчок двух гирь 16 кг без перерыва за 1 час — 931 подъем (общий вес поднятого груза — 29 792 кг)
- Рывок 16-килограммовой гири 1 час без перерыва — 1557 подъемов (общий вес поднятого груза 24 912 кг)[3]

### Другие
- Двенадцатикратный чемпион России по гиревому спорту
- Девятикратный чемпион мира по гиревому спорту

### Звания
- Заслуженный мастер спорта России по гиревому спорту
- Заслуженный тренер России по гиревому спорту